# Hitman: Contracts
Hitman: Contracts est un jeu vidéo d'infiltration, développé par IO Interactive et édité par Eidos Interactive, sorti en 2004 sur Windows, PlayStation 2 et Xbox.

## Intrigue

### Synopsis
Gravement blessé à la suite de l'exécution d'un de ses nombreux contrats, le fameux tueur à gages 47 se réfugie dans une chambre d'hôtel parisien où il s'effondre. Fiévreux, en plein délire, il voit sa vie, ou plutôt son tableau de chasse défiler. C'est en ressassant ses anciens contrats, allongé sur une table, une balle dans l'abdomen, que 47 découvrira les valeurs de la vie.

### Scénario
Ayant assassiné le ténor Philippe Berceuse et l'ambassadeur Richard Delahunt à l'opéra de Paris, 47 rentre à sa planque mais se fait devancer par Albert Fournier, un inspecteur de police corrompu. Mystérieusement informé de l'identité de l'assassin, Fournier le prend en chasse et parvient même à lui tirer une balle dans le ventre. Grièvement blessé, 47 parvient à s'enfuir et à regagner sa chambre d'hôtel, mais sa blessure le fait délirer. Au cours de ces moments de semi-conscience, il revit certains de ses anciens contrats. Un médecin envoyé par l'Agence parvient à soigner 47, mais entretemps, Fournier appelle le GIGN pour encercler l'hôtel où le tueur reprend peu à peu ses esprits. Ce dernier parvient néanmoins à se glisser dans le dos des forces de l'ordre, à éliminer Fournier et à rejoindre l'aéroport Roissy-Charles-de-Gaulle.
Un parallèle avec cette histoire est ensuite fait dans l'opus suivant, Hitman: Blood Money, où la mission « Dernier acte » se déroule juste avant les évènements de Contracts, et consiste donc à assassiner Richard Delahunt et Philippe Berceuse (renommé Alvaro d'Alvade) à l'opéra de Paris.

### Liste des missions
Roumanie : 
1. Une histoire de dingues
2. Abattoir numéro 2

 Russie : La bombe de Bjarkhov
 Royaume-Uni : Beldingford Manor
 Pays-Bas : 
1. Du rififi à Rotterdam
2. Dézingueurs en pagaille

 Hongrie : Conférence explosive
 Hong Kong : 
1. La mort du dragon
2. Embuscade au Wang-Fou
3. Un gros poisson
4. La mort de Lee Hong

 France : Traqueur traqué

## Personnages
- Agent 47 : le tueur chauve se trouve cette fois plus en difficulté que jamais. Blessé et pourchassé par la police, il doit trouver le moyen de quitter Paris.
- Campbell Sturrock, dit « Le Roi de la viande » : directeur écossais d'un abattoir en Roumanie. Il est suspecté de l'enlèvement et du meurtre de la fille du client pour lequel vous êtes amené à travailler.
- Lord Winston Beldingford : riche aristocrate britannique, Lord Winston Beldingford est un personnage singulier. Son goût pour la chasse à courre se distingue par l'étrange conception qu'il s'en fait : une chasse à l'homme.
- Franz, Fritz et Fabian Fuchs : les frères Fuchs sont tous de célèbres terroristes autrichiens. L'aîné, Franz Fuchs, envisage faire entendre sa cause lors d'une conférence sur la Paix dans un grand hôtel de Budapest en Hongrie. Il est assisté dans son projet par Fritz, son frère cadet. Fabian, le benjamin, est envoyé en Sibérie orientale (péninsule du Kamtchatka) pour acheter une bombe sale à un dangereux trafiquant d'armes.
- Boris Ivanovitch Deruzhka, alias Arkadij Jegorov : il est le frère de Sergeï Zavoratko, rencontré dans Hitman 2: Silent Assassin. Impliqué dans la contrebande d'armes toutes plus dangereuses les unes que les autres, ce terroriste international russe est aussi l'un des cinq pères génétiques de 47.
- Lee Hong : chef d'une des plus puissantes triades de Hong Kong, réputé pour sa brutalité. Il est également l'un des cinq pères génétiques de 47.
- Inspecteur Albert Fournier : inspecteur influent mais corrompu de la police française, Fournier est probablement le premier homme à avoir réellement inquiété le tueur chauve.

## Système de jeu
Chaque souvenir de 47 est l'occasion pour le joueur d'exécuter les différents contrats. Ce choix d'aventure en flashback fut moyennement apprécié des joueurs, à l'époque, reprochant un manque d'identification au métier de tueur à gages. En effet, ni budget, ni choix des armes, dans ce troisième opus, 47 commence avec un équipement quasi identique pour chaque mission. Également, les améliorations du gameplay sont peu nombreuses. Le seul ajout notable est un bullet time qui s'active lorsque le joueur n'a plus de vie ; à ce moment, il lui faut tuer un certain nombre d'adversaire pour reprendre la partie. Ajout peu apprécié des puristes puisque contraire à l'esprit du tueur silencieux. Pour finir, la reprise du moteur graphique de Hitman 2: Silent Assassin, sorti deux ans plus tôt, sans aucune réelle amélioration, donna un coup de vieux à l'ensemble.
Assez critiqué à sa sortie, Hitman: Contracts est encore considéré, pour la plupart des joueurs, comme l'opus le moins abouti de la série.

## À noter
Jesper Kyd réalise toujours les musiques de ce troisième opus. En mars 2005, la BO de Hitman: Contracts reçu le prix de la Meilleure Musique par la British Academy of Film and Television Arts au BAFTA Games Awards.
8 des 12 missions que compte le jeu sont reprises du premier volet de la série des Hitman et retravaillées pour l'occasion.
Le rappeur français Faf Larage a également collaboré à la BO, dans la dernière mission, dans la chambre d'un toxicomane, on peut entendre sa chanson Mr Claude à la radio.